# 李庄镇 (砀山县)
李庄镇，是中华人民共和国安徽省宿州市砀山县下辖的一个乡镇级行政单位。

## 行政区划
李庄镇下辖以下地区：
卞楼村、海升新村、李园新村、汪阁村、镇东村、振兴新村、贾楼村和朱店村。